# Visual Arts (компания)
Visual Arts (яп. 株式会社ビジュアルアーツ кабусикигайся бидзюару а:цу), в прошлом Visual Artist Office (яп. ビジュアルアーティストオフィス бидзюару а:тисуто офису), ранее  писалось как VisualArt's— японское издательство, специализирующееся на издании и распространении визуальных новелл большого количества разработчиков. Visual Arts разработали игровые движки, которые используются в играх в данный момент, включая новый Siglus, и более старые RealLive и AVG32. Также Visual Arts занимается продажей и распространением игр, по большей части нацеленных на мужскую аудиторию, хотя и «женские» игры также имеются. Среди известных компаний, сотрудничающих с VA, — Key — разработчик таких новелл как Kanon, Air, и Clannad.
Компания создала новый тип визуального романа, названного «Кинетическая новелла», в которых, в отличие от визуальных новелл, где игроку периодически дается выбор действий, нет выбора и игрок просто следит за сюжетом, как в кино. Игра Key «Planetarian: Chiisana Hoshi no Yume» — первая игра, созданная в этом жанре. Помимо игр, Visual Arts выпускает CD с музыкой. Среди артистов, продающих свои песни под этим лейблом, стоит отметить «I’ve Sound», группу писателей музыки техно/транс направления, которые первыми из индустрии игр для взрослых выступили на Ниппон Будокане в октябре 2005.
Visual Arts также занимаются портированием игр на мобильные телефоны. Этой частью компании, известной как Visual Arts Motto (яп. ビジュアルアーツ★Motto Бидзюару А:цу★Мотто), управляет Prototype. 26 октября 2007 года Visual Arts открыли интернет-магазин «Visualstyle 26», а в июле 2007 — канал «Visual Channel» на видеохостинге YouTube, где выкладываются видео, связанные с играми и компаниями под маркой Visual Arts. В октябре 2008 года был создан VA Bunko который печатает ранобэ по играм, изданным под маркой Visual Arts.

## Компании-партнеры
| - 13cm - 130 cm - 13cc - Amedeo - Anfini - B_Works - Bonbee! - Catwalk - Concept - CRAFTWORK - Dress - E.G.O. | - Flady - Frill - G-clef - Ham Ham Soft - Hadashi Shōjo - Hayashigumi - Image Craft - Issue - Jidaiya - Key - KineticNovel - Kur-Mar-Ter | - KuroCo - Lapis Lazuli - LimeLight - Mana - Miss Chifu - Moe. - Ningyou Yuugisya - Ocelot - OPTiM - Pass Guard - Pekoe - Playm | - Radi - Realdeal - Rex - Rio - Saga Planets - Sirius - Spray - Studio Mebius - tone work's - Zero - Zion |

| - Cure Records - fripSide - I've Sound - Key Sounds Label - OTSU - Queens Label |

| - Akiko - Akumi - Culotte - D-XX - Giant Panda - Harvest - Kamen Shoukai | - Manbou Soft - Miyabi - Otherwise - Ram - Tamachadou - Words |